# Irene Rindje
Irene Rindje (* 1956 in Ludwigsburg, Baden-Württemberg) ist eine deutsche Schauspielerin.

## Leben

### Ausbildung und Theater
Irene Rindje arbeitete seit 1980 in diversen freien Produktionen im Bereich Comedy, Kabarett, Musical und Tanztheater. 1991 war sie gemeinsam mit Thomas Pigor im Nummernprogramm Pigor & Rindje auf Tournee. Zwischen 1992 und 1998 spielte sie am Berliner Jugendtheater Theater Strahl die Rolle der Mutter in dem Jugendstück Volltreffer. In der Spielzeit 2011/12 übernahm sie an der Berliner Staatsoper die Rolle der Göttergattin Juno in einer fast ausschließlich mit Schauspielern besetzten Neu-Produktion der Operette Orpheus in der Unterwelt. In dieser Rolle trat sie dann auch in der folgenden Spielzeit an der Berliner Staatsoper auf. In der Spielzeit 2013/14 übernahm sie die Rolle dann erneut. Im Juni 2015 wirkte sie beim Kunstfestival 48 Stunden Neukölln im Bezirk Neukölln mit.

### Film und Fernsehen
Rindje war seit Mitte der 1980er Jahre auch in zahlreichen Film- und Fernsehproduktionen zu sehen, wobei sie in ganz unterschiedlichen Rollen spielte und nicht auf einen bestimmten Rollentypus festgelegt war. Häufig wurde sie jedoch als Sekretärin, Krankenschwester, Nachbarin oder Büroangestellte eingesetzt.
Rindje spielte u. a. in den Kinofilmen Rossini – oder die mörderische Frage, wer mit wem schlief (1997), Vier Minuten (2006), Wer wenn nicht wir (2011), Glück (2012), Fack ju Göhte (2013; als Knast-Lehrerin) und Da geht noch was (2013).
Im Fernsehen wirkte sie mehrfach in der Krimireihe Tatort mit. Sie drehte zahlreiche Fernsehfilme, wo sie meist Nebenrollen übernahm, und wurde in diversen Krimiserien und den SOKO-Formaten des ZDF als Haupt- und Nebendarstellerin eingesetzt.
In der ARD-Jugendserie Die Schule am See, in der sie 1997–1998 die Rolle der Judith Steinau hatte, wurde sie erstmals einem größeren Publikum bekannt. Es folgten weitere Auftritte in TV-Serien, u. a. in Medicopter 117 – Jedes Leben zählt (2000; als Großindustrielle Susann Dorner), Im Namen des Gesetzes (2001) und Die Rettungsflieger (2007; als Straußenfarmbesitzerin Kathrin Surkamp). In der ProSieben-Fernsehserie Verrückt nach Clara (2007, Regie: Sven Bohse) war sie als Mutter der schwulen männlichen Hauptfigur Paul in einer wiederkehrenden Nebenrolle zu sehen. In der Fernsehserie Tiere bis unters Dach (2010, Regie: Brigitte Dresewski u. a.) war sie einige Jahre später in einer weiteren wiederkehrenden Seriennebenrolle als Lehrerin Frau Heidelbach zu sehen.
In dem zweiteiligen Fernsehfilm Contergan (2007), in dem der Contergan-Skandal fiktional aufgearbeitet wurde, spielte sie die Sekretärin Frl. Carree. Im ZDF-Krimi Ein starkes Team: Hungrige Seelen (2008) hatte sie eine Nebenrolle als Leiterin eines Hilfsvereins für Menschen in Not. In der 10. Staffel der ZDF-Serie SOKO Wismar (2009) spielte sie die Ehefrau und Mutter Marga Hauser, die in der Zeit der DDR ein Verhältnis mit einem Westdeutschen hatte. In dem Fernsehfilm Der letzte Patriarch (2010), mit Mario Adorf in der Hauptrolle, verkörperte sie die Sekretärin Röschen. In dem Fernsehfilm Die Kinder meiner Tochter (2013) spielte sie die ehemalige Lehrerin Jana Paulsen, die den pensionierten Richter Ernst Blessing (Jürgen Prochnow) zur Gründung einer Bürgerinitiative gegen ein Islamisches Zentrum zu überreden versucht. In dem Fernsehfilm Ein Schnitzel für alle (2013) war sie die Sozialarbeiterin Urte, die als Betreuerin einer Wohngemeinschaft für Behinderte tätig ist. In dem Fernsehfilm Unter Anklage: Der Fall Harry Wörz (2014) stellte sie Hannelore Wörz, die Mutter von Harry Wörz, dar. In dem ZDF-Fernsehfilm Ein Sommer in Masuren (Erstausstrahlung: Oktober 2015) spielte sie die polnische Bäuerin Marta Kowalski.
In der 3. Staffel und der 4. Staffel der ZDF-Serie Herzensbrecher – Vater von vier Söhnen (2015–2016) war sie als Anneliese Engel, die neuengagierte Putzfrau der Bonner Heiland-Gemeinde, in einer durchgehenden Seriennebenrolle zu sehen.
In der 19. Staffel der Serie In aller Freundschaft (2016) übernahm Rindje eine Episodenhauptrolle als Birgit Schlüter, die ihre unausgeglichene launische Schwester, die Rentnerin Ursula (Grischa Huber), bei sich wohnen lässt, und ihr sogar ihre neue Beziehung verheimlicht, um sie nicht zu verletzen. In der ZDF-Serie SOKO Köln (2017) spielte Rindje, ebenfalls in einer Episodenhauptrolle, die Inhaberin einer Reinigung, die den Tod ihrer an Diabetes erkrankten Tochter als Mord tarnt, um sich ihres Schwiegersohns zu entledigen. In der 13. Staffel der ZDF-Serie SOKO Wismar (2017) folgte eine weitere Episodenhauptrolle als Schwester eines ermordeten Försters und Jagdverwalters. In der 3. Staffel der ARD-Serie In aller Freundschaft – Die jungen Ärzte (2017) verkörperte sie in einer weiteren Episodenhauptrolle die Mutter der Erzieherin und späteren Ärztin Eva Ludwig (Sarina Radomski). In einer Doppelfolge der ZDF-Serie Der Kriminalist (2017) spielte Rindje eine Mitarbeiterin des Berliner Jugendamts, die vom sexuellen Missbrauch an der Serienhauptfigur Esther Rubens (Anna Blomeier), die in dieser Folge ihren letzten Auftritt hatte, Kenntnis hatte.
In der 8. Staffel der ZDF-Serie Letzte Spur Berlin (2019) spielte sie Frau Scheer, die Leiterin einer Adoptionsstelle. In der 6. Staffel der ZDF-Serie Bettys Diagnose (2019) hatte sie eine Episodenrolle als Patientin, die an Morbus Parkinson erkrankt ist. Seit 2022 gehört sie zur Stammbesetzung der RTL+-Serie Der König von Palma.
In der 2. Staffel der ZDF-Serie Mordsschwestern – Verbrechen ist Familiensache (2023) spielte sie, an der Seite von Zoë Valks und Tim Grobe, die einer preußischen Adelsfamilie entstammende Freifrau Karin von Grundmann.

### Sonstiges
Von 1998 bis 2001 war sie in der durchgehenden Rolle der „Monika aus Slavice“ in der WDR-Sendung Zimmer frei! zu sehen.
2008 nahm Rindje gemeinsam mit Sophie Rois, Margarita Broich, Götz Schubert und Günter Barton das Hörbuch Verschwunden mit Erzählungen von Silvia Bovenschen auf.
Sie arbeitet außerdem seit vielen Jahren auch als Schauspielcoach, sie war als Setcoach u. a. für die Fernsehserie Tessa – Leben für die Liebe tätig. Rindje lebt in Berlin.

## Filmografie (Auswahl)
- 1983–1985: Hoffmanns Geschichten (Fernsehserie; Serienrolle)
- 1986: Die Stadtpiraten (Fernsehfilm)
- 1989: Sieben Frauen
- 1996: T.V. Kaiser (Comedyserie; Folge: Mein Kind ist ein Fan oder Die Boyzone liegt nicht im Osten)
- 1997: Rossini – oder die mörderische Frage, wer mit wem schlief
- 1997: Tatort: Undercover-Camping (Fernsehreihe)
- 1997–1998: Die Schule am See (Fernsehserie; Serienrolle)
- 2000: Medicopter 117 – Jedes Leben zählt (Fernsehserie; Folge: Kidnapping)
- 2000: Swetlana
- 2001: Im Namen des Gesetzes (Fernsehserie; Folge: Hetzjagd)
- 2003: Das schönste Geschenk meines Lebens (Fernsehfilm)
- 2005: Abschnitt 40 (Fernsehserie; Folge: Rotlicht)
- 2005: Großstadtrevier (Fernsehserie; Folge: Die Geister, die ich rief)
- 2006: Hunde haben kurze Beine (Fernsehfilm)
- 2006: Vier Minuten
- 2006: Tornado – Der Zorn des Himmels (Fernsehfilm)
- 2007: Verrückt nach Clara (Fernsehserie; Serienrolle)
- 2007: Die Rettungsflieger (Fernsehserie; Folge: Klare Worte)
- 2007: Kuckuckszeit (Fernsehfilm)
- 2007: Contergan (Fernsehfilm)
- 2008: Willkommen im Westerwald (Fernsehfilm)
- 2008: Ein starkes Team: Hungrige Seelen (Fernsehfilm)
- 2008: Schlaflos in Oldenburg (Fernsehfilm)
- 2008: Lilys Geheimnis (Fernsehfilm)
- 2008: Stubbe – Von Fall zu Fall: Auf dünnem Eis (Fernsehreihe)
- 2008: Tatort: Salzleiche (Fernsehreihe)
- 2008: SOKO Wismar (Fernsehserie; Folge: Am hellichten Tag)
- 2009: Die Wölfe (Fernsehfilm)
- 2009: Das total verrückte Wochenende (Fernsehfilm)
- 2009: Ein Dorf schweigt (Fernsehfilm)
- 2009: Liebe ist Verhandlungssache (Fernsehfilm)
- 2009: In aller Freundschaft (Fernsehserie; Folge 422: Hoch hinaus)
- 2009: SOKO Wismar (Fernsehserie; Folge: Als der Fremde kam)
- 2010: Tiere bis unters Dach (Fernsehserie; Serienrolle)
- 2010: Der letzte Patriarch (Fernsehfilm)
- 2010: Solange du schliefst (Fernsehfilm)
- 2010: Wie erziehe ich meine Eltern? (Fernsehserie; Folge: Geld oder Hun')
- 2011: Doctor’s Diary – Männer sind die beste Medizin (Fernsehserie; Folge: Oh je! Dein Ex auf Wein, das lass sein')
- 2011: Wer wenn nicht wir
- 2011: Rosa Roth: Notwehr (Fernsehreihe)
- 2011: Die Stein (Fernsehserie; Folge: Funkstille)
- 2011: Heiter bis tödlich: Nordisch herb (Fernsehserie; Folge: Killerbienen über Husum)
- 2011: Tatort: Das erste Opfer (Fernsehreihe)
- 2012: Tatort: Ordnung im Lot (Fernsehreihe)
- 2012: Wolff – Kampf im Revier (Fernsehfilm)
- 2012: Alleingang (Fernsehfilm)
- 2012: Tsunami – Das Leben danach (Fernsehfilm)
- 2012: Barbara
- 2012: Großstadtrevier (Fernsehserie; Folge: Mit Pfand und Siegel)
- 2012: Glück
- 2012: Ein starkes Team – Schöner Wohnen (Fernsehreihe)
- 2012: Die Vermissten
- 2013: Die Kinder meiner Tochter (Fernsehfilm)
- 2013: In aller Freundschaft (Fernsehserie; Folge: Offene Wunden)
- 2013: Bella Familia – Umtausch ausgeschlossen (Fernsehfilm)
- 2013: Ein Schnitzel für alle (Fernsehfilm)
- 2013: Da geht noch was
- 2013: Fack ju Göhte
- 2014: Danni Lowinski (Fernsehserie; Folge: Sie ist wieder da)
- 2014: Kripo Holstein – Mord und Meer (Fernsehserie; Folge: Die letzte Vorstellung)
- 2014: Unter Anklage: Der Fall Harry Wörz (Fernsehfilm)
- 2014: Weihnachten für Einsteiger (Fernsehfilm)
- 2015: Keine Zeit für Träume (Fernsehfilm)
- 2015: Mein Sohn Helen (Fernsehfilm)
- 2015: Ein Sommer in Masuren (Fernsehfilm)
- 2015: Dr. Klein (Fernsehserie; Folge: Schuld)
- 2015: Einfach Rosa – Die Hochzeitsplanerin (Fernsehreihe)
- 2015–2016: Herzensbrecher – Vater von vier Söhnen (Fernsehserie; Serienrolle)
- 2016: In aller Freundschaft (Fernsehserie; Folge: Fremdbestimmt)
- 2016: Gefangen im Paradies (Fernsehfilm)
- 2017: SOKO Köln (Fernsehserie; Folge: Schmutzige Wäsche)
- 2017: Wunschkinder (Fernsehfilm)
- 2017: SOKO Wismar (Fernsehserie; Folge: Der letzte Zeuge)
- 2017: In aller Freundschaft – Die jungen Ärzte (Fernsehserie; Folge: Helfen – oder lassen?)
- 2017: Die Reste meines Lebens
- 2017: Der Kriminalist: Esthers Geheimnis (Fernsehserie, Doppelfolge)
- 2018: Tatort: Im toten Winkel (Fernsehreihe)
- 2018: Echte Bauern singen besser
- 2019: Letzte Spur Berlin (Fernsehserie; Folge: Familienbande)
- 2019: Hotel Heidelberg: … Wer sich ewig bindet
- 2019: Hotel Heidelberg: Wir sind die Neuen
- 2019: Bettys Diagnose (Fernsehserie; Folge: Neubeginn)
- 2019: Bonusfamilie (Fernsehserie)
- 2019: Familie Wöhler auf Mallorca (Fernsehfilm)
- 2020: Die Hochzeit
- 2020: Bad Banks (Fernsehserie; Folge: Schöne neue Welt)
- 2020: Der Usedom-Krimi: Nachtschatten (Fernsehreihe)
- 2021: Bring mich nach Hause (Fernsehfilm)
- seit 2022: Der König von Palma (Fernsehserie)
- 2022: Baden gegen Württemberg – Männer, Macht und Frauenfunk (Fernsehfilm)
- 2023: Hotel Mondial (Fernsehserie; Folge: In der Schusslinie)
- 2023: Mordsschwestern – Verbrechen ist Familiensache (Fernsehserie; Folge: Helden)
- 2024: Alle nicht ganz dicht (Fernsehfilm)
- 2024: Blutige Anfänger (Fernsehserie; Folge: Totgeglaubte leben länger)